# Pot Black 1976
Der Pot Black 1976 war ein Snooker-Einladungsturnier im Rahmen der Saison 1975/76. Das Turnier wurde etwa im Januar 1976 in den Pebble Mill Studios im englischen Birmingham ausgetragen und später im Fernsehen ausgestrahlt. Diesmal konnte der Engländer John Spencer seinen dritten Titel beim Pot Black holen, als er im Endspiel Dennis Taylor besiegte. Aufzeichnungen über das Preisgeld und das höchste Break sind unbekannt.

## Turnierverlauf
Wie schon mehrfach erprobt wurde, wurden die acht Teilnehmer in zwei Vierer-Gruppen aufgeteilt und spielten in diesen ein einfaches Rundenturnier. Die beiden Bestplatzierten jeder Gruppe zogen ins Halbfinale ein, ab dem das Turnier im K.-o.-System ausgespielt wurde. Jede Partie ging über genau einen Frame und wurde von Schiedsrichter Sydney Lee geleitet.

### Gruppenphase

#### Gruppe 1
| Pos. | Spieler       | Partien | S | N | Frames |
| ---- | ------------- | ------- | - | - | ------ |
| 1    | Dennis Taylor | 3       | 3 | 0 | 3:0    |
| 2    | Rex Williams  | 3       | 2 | 1 | 2:1    |
| 3    | Fred Davis    | 3       | 1 | 2 | 1:2    |
| 4    | Willie Thorne | 3       | 0 | 3 | 0:3    |

| Spiel | Spieler 1     | Ergebnis | Spieler 2     |
| ----- | ------------- | -------- | ------------- |
| 1     | Fred Davis    | 01:01    | Willie Thorne |
| 2     | Dennis Taylor | 01:01    | Willie Thorne |
| 3     | Dennis Taylor | 01:01    | Fred Davis    |
| 4     | Dennis Taylor | 01:01    | Rex Williams  |
| 5     | Rex Williams  | 01:01    | Fred Davis    |
| 6     | Rex Williams  | 01:01    | Willie Thorne |

#### Gruppe 2
| Pos. | Spieler        | Partien | S | N | Frames |
| ---- | -------------- | ------- | - | - | ------ |
| 1    | Eddie Charlton | 3       | 2 | 1 | 2:1    |
| 1    | John Spencer   | 3       | 2 | 1 | 2:1    |
| 3    | Graham Miles   | 3       | 1 | 2 | 1:2    |
| 3    | Ray Reardon    | 3       | 1 | 2 | 1:2    |

| Spiel | Spieler 1      | Ergebnis | Spieler 2      |
| ----- | -------------- | -------- | -------------- |
| 1     | Eddie Charlton | 01:01    | Graham Miles   |
| 2     | Eddie Charlton | 01:01    | Ray Reardon    |
| 3     | Graham Miles   | 01:01    | Ray Reardon    |
| 4     | Ray Reardon    | 01:01    | John Spencer   |
| 5     | John Spencer   | 01:01    | Eddie Charlton |
| 6     | John Spencer   | 01:01    | Graham Miles   |

### Finalrunde
|  | Halbfinale 1 Frame | Halbfinale 1 Frame |               |              | Finale 1 Frame | Finale 1 Frame |
|  |                    |                    |               |              |                |                |
|  |                    |                    |               |              |                |                |
|  | Dennis Taylor      | 1                  |               |              |                |                |
|  | Rex Williams       | 0                  |               |              |                |                |
|  |                    |                    | Dennis Taylor | 0            |                |                |
|  |                    |                    |               | John Spencer | 1              |                |
|  | Eddie Charlton     | 0                  |               |              |                |                |
|  | John Spencer       | 1                  |               |              |                |                |
|  |                    |                    |               |              |                |                |

#### Finale
John Spencer stand zum fünften Mal im Endspiel des Pot Blacks. Zweimal hatte er bisher gewonnen, zweimal verloren. Sein Gegner Dennis Taylor stand zum zweiten Mal im Finale, nachdem er im Vorjahr gegen Graham Miles verloren hatte. Taylor hatte aber gegen Spencer ebenso wenig Glück, sodass Spencer seinen dritten Titel bei diesem Turnier gewinnen konnte.
| Finale: Best of 1 Frames Schiedsrichter/in: Sydney Lee Pebble Mills Studios, Birmingham, England, Januar 1976 |                |              |
| Dennis Taylor                                                                                                 | 0:1            | John Spencer |
| 42:69 |                |              |
| – | Höchstes Break | –            |
| – | Century-Breaks | –            |
| – | 50+-Breaks     | –            |